# Nathrioglaphyra heptapotamica
Nathrioglaphyra heptapotamica là một loài bọ cánh cứng trong họ Cerambycidae.